# Quintus Gargilius Martialis
Quintus Gargilius Martialis est un écrivain latin qui vécut dans la première moitié du IIIe siècle ap. J.-C. 

## Biographie
Originaire d'Afrique, Quintus Gargilius Martialis a exercé des fonctions militaires et politiques dans sa province, ce qui lui valut d'être remarqué par Alexandre Sévère. On sait aussi qu'il fut populaire auprès de ses concitoyens. Une inscription de 260 permet de savoir qu'il meurt à Auzia, en Maurétanie Césarienne.
Il est l'auteur d'un ouvrage sur les jardins, le De hortis, qui fut célèbre en son temps, ainsi que d'un traité, Les Remèdes tirés des légumes et des fruits (Medicinae ex holeribus et pomis). D'importants fragments de ces deux ouvrages nous ont été transmis, notamment grâce aux citations et aux extraits qui figurent dans le Medicina Plinii, compilation de remèdes, attribuée à un certain Plinius Secundus Junior ou à Plinius Valerianus, et qui reprend principalement l'Historia naturalis de Pline l'Ancien.
On attribue également à Gargilius un ouvrage sur Le Soin des bovins (Curae boum), des fragments traitant des herbes et des fruits ainsi que, parfois, le Ex herbis feminis, généralement attribué à Dioscoride et plus vraisemblablement à un  Pseudo-Dioscoride. Ces attributions, y compris pour le Curae boum, sont incertaines. 
Certains ont également voulu voir en lui l'auteur de la biographie d'Alexandre Sévère dans l'Histoire Auguste mais cette affirmation ne repose sur aucune preuve tangible.
Selon Innocenzo Mazzini, spécialiste de cet auteur, seuls le De hortis et les Medicinae ex holeribus et pomis sont effectivement de lui.